# Carmagnole (danse)
Pour les articles homonymes, voir Carmagnole.
La carmagnole est une danse de la Révolution française. Cette sorte de ronde se chantait en même temps qu'elle se dansait : on tournait très lentement pendant le couplet, en frappant fortement du pied à terre, puis on accélérait le mouvement au refrain aussi vite que possible. On la dansait aussi parfois en chaîne ou encore, les danseurs disposés sur deux files, femmes et hommes alternés dans chaque file, comme une sorte de contredanse vivace avec des figures qui étaient principalement des rondes à quatre ou à huit finissant par une seule ronde générale.
On la dansa autour des guillotines, mais aussi devant l'Assemblée de la Convention et autour des 60 000 arbres de la Liberté que la République fit planter en France. On la dansa dans les rues jusqu'au Consulat et chaque fois que survint un soulèvement populaire. Dans le Supplément au Dictionnaire de l'Académie, on trouve cette définition : « Faire danser la carmagnole à quelqu'un : au figuré, signifiait, dans les troubles de la révolution, le guillotiner, le mettre à mort par tous les supplices de ce temps. »[réf. nécessaire] D'ailleurs, durant la Terreur, une pratique populaire courante — une forme d'insulte et de menace — consistait à obliger les ennemis de la Révolution à danser et à chanter une carmagnole dans la rue. Les journaux comme Le Père Duchesne et La Mère Duchesne incitaient les sans-culottes à ce comportement, qui parfois entraîna l'arrestation et la mort des infortunés danseurs[réf. nécessaire].

## Origines

### Italie
La forme musicale de cette danse — de nombreux chants traditionnels y correspondaient — tire vraisemblablement son origine du territoire compris entre les vallées qui s'étendent de Gênes à Turin, et particulièrement du val dominé par Carmagnòla, une petite ville du Piémont située à 25 kilomètres de Turin.
Carmagnòla était fief des marquis de Saluces, vassaux du roi de France, jusqu'à la conquête de ce territoire et la prise de la ville par la maison de Savoie (1588). La production la plus importante y était le chanvre et la prospérité de cette culture était telle que le bourg fut pendant des siècles le plus important marché de la péninsule italienne pour cette denrée. Le passage aux mains du duc Charles-Emmanuel Ier de Savoie provoqua l'exil volontaire vers Marseille de beaucoup de fileurs de chanvre du territoire. Outre leur savoir-faire dans la culture, le filage et la transformation du chanvre, ces ouvriers spécialisés emportèrent avec eux leurs us et leurs coutumes, leurs modes et leurs chansons… Les Provençaux prirent l'habitude de nommer « carmagnols » leurs vestes, et « carmagnoles » les chansons et les danses que les chanvriers piémontais jouaient sur leurs fifres. Le terme est déjà en usage à Paris vers 1780 pour désigner soit la courte veste adoptée par les gens du peuple soit les personnes qui louaient leurs bras pour des travaux de durée limitée.

### France
En 1792, le compositeur Grétry fait allusion dans ses essais à l'origine marseillaise de la musique de la Carmagnole : 

« La musique française, de nos jours, vient de prendre un élan terrible : l’on voit cependant qu’à travers les foudres d’harmonie, que quelques jeunes artistes, déjà célèbres, ont fait éclater dans leurs compositions ; on voit, dis-je, que l’air des Marseillais, composé par un amateur qui n’a que du goût, et qui ignore les accords, l’air Ca ira, la Carmagnole, qui nous vient du port de Marseille, ont fait les frais musicaux de notre révolution ; pourquoi ? parce que ces airs sont du chant et que sans chant point de musique qu’on retienne, et que toute musique qu’on ne retient pas n’est (…) qu’une énigme non expliquée… »

— André-Modeste Grétry, Mémoires.
Plus d'un siècle plus tard, le musicologue Julien Tiersot revint sur la phrase de Grétry et approfondit le thème : 

« Grétry a écrit, dans ses Essais : “La Carmagnole, qui nous vient du port de Marseille…”. Du port : ce mot est de la littérature. Il faut comprendre tout simplement que l'air de la Carmagnole vient de Marseille, d'où il a été apporté, cela ne peut faire doute, par les mêmes Marseillais, grand chanteurs, auxquels fut due la popularité de la Marseillaise.
L'aspect de la mélodie confirme cette indication de la façon la plus péremptoire. L'air de la Carmagnole, si on veut bien l'écouter en faisant abstraction du sens des paroles, est celui d'une chanson populaire, d'une « ronde à danser », comme la tradition orale en a conservé dans toutes les provinces de France.
Le refrain final est d'allure si franche qu'il a toujours dû servir à rythmer la danse. Évidemment on a chanté d'abord « Dansons la Carmagnole » comme on eût dit « Dansons la Boulangère » ou tout autre nom de danse populaire aux dix-huitième siècle. Et cela fait penser que l'apport des Marseillais ne consiste pas seulement dans la mélodie, mais aussi dans le premier vers du refrain, qui aura donné son nom à la chanson.
Le nom de « carmagnoles » donné aux Piémontais qui, tous les étés, venant de Carmagnole ou d'ailleurs, passent les Alpes pour venir aider les cultivateurs de France à faire la moisson, la vendange, la cueillette des olives, est d'usage courant dans le midi. Ces gens-là ont certainement dansé la carmagnole avec les filles de la Provence longtemps avant 1792, comme ailleurs on danse la bourbonnaise, la mâconnaise, l'auvergnate.
Ne faisons pas doute que les Marseillais du 10 août ne l'aient dansée à leur tour à Paris, et que le Parisiens ne leur aient emprunté leur refrain, en y ajoutant sa conclusion révolutionnaire »

— Julien Tiersot, Le Temps
Existe-t-il des liens (mis à part le nom) entre la carmagnola, une danse rarement dansée en Italie de nos jours, et les carmagnoles parisiennes de 1792 ? Est-ce de Marseille que proviennent les pas et les figures de la danse ? Pourquoi les sans-culottes parisiens adoptèrent-ils le vêtement particulier des chanvriers qui vivaient dans le Sud de la France ? Qui, en août 1792, écrivit un chant anti-royaliste sur des rythmes traditionnels piémontais ? La chanson fut-elle dès l'origine composée d'une seule pièce ou les couplets vinrent-ils s'ajouter les uns aux autres ? À toutes ces questions il est difficile de répondre.
À noter qu'est créée en 1782 au théâtre de l'Ambigu-Comique Carmagnole et Guillot-Gorju, tragédie pour rire de Louis-François Archambault, dit Dorvigny (1742-1812) et Louis Heurteaux, dit Dancourt (1725-1801) . La pièce fut reprise avec succès en 1783 et 1789. Au vu du titre, Carmagnole semble être un personnage comique courant dans le théâtre populaire et les farces des XVIIe et XVIIIe siècles, parce que venu de la province ou de l'étranger.

## La Carmagnole
La première carmagnole révolutionnaire (danse et chant) date certainement des journées où la famille royale fut transférée au Temple et on n'en connaît pas l'auteur. En lisant les couplets, on peut se rendre compte qu'un certain nombre d'évènements que le texte de la chanson décrit (les canons des insurgés tournés vers le palais des Tuileries, le massacre des gardes suisses, etc.) se déroulèrent le 10 août 1792[réf. nécessaire]. 
La Carmagnole, version de 1792
Madame Veto avait promis (bis)

De faire égorger tout Paris (bis)

Mais son coup a manqué

Grâce à nos canonniers.
(Refrain)
Dansons la Carmagnole

Vive le son, vive le son.

Dansons la Carmagnole

Vive le son du canon !
Monsieur Veto avait promis (bis)

D’être fidèle à sa patrie (bis)

Mais il y a manqué

Ne faisons plus quartier
Refrain
Antoinette avait résolu (bis)

De nous fair’ tomber sur le cul (bis)

Mais son coup a manqué

Elle a le nez cassé.
Refrain

### En France
La Carmagnole connut, dès la fin de l'été 1792 un incroyable succès populaire. La chanson et la danse eurent un rôle fortement identitaire, et cette identité « sans-culotte » s'exprima de mille façons à travers la multiplication de son nom sur les objets les plus variés : une des frégates de la Marine française fut — ceci n'est qu'un exemple parmi tant d'autres de diverse nature — baptisée La Carmagnole. Autre indice certain de sa popularité, dès le mois de novembre 1792 fut jouée à Paris dans l'un des théâtres de Mlle Montansier une pièce en trois actes intitulée La Carmagnole à Chambéry du même Dorvigny. Rapidement, après les mouvements populaires de l'été 1792, Paris, la France et les champs de bataille européens retentirent de cette chanson adoptée comme marche par les armées de la République. Dans les musiques de régiment, on orchestrait la chanson nouvelle, sous forme de pas redoublé et les soldats qui la chantèrent à Valmy, à Jemappes et à Varoux au cours de l'automne 1792 se firent appeler « les carmagnoles ». 
Entre 1792 et la mort de Robespierre naissent déjà des versions nouvelles comme la Carmagnole de la prise de Toulon (1793), satire anti-britannique et radicale (le dernier couplet déclare : « l'égalité ou la mort »), mettant en scène le George IV et de son ministre Pitt : 
Tant d'fier-à-bras qu'en sav' si long (bis)
Ont d'la pele au cu d'vant Toulon (bis)
V'là donc tous ces fendans
Dehors quand j'somm' dedans.
Chantant la carmagnole
Dansant au son (bis)
Du canon.
Si les Anglais vant' leur valeur
La nôtre on l'voit vaut ben la leur
Faut ben qu'la trahison
Tremble d'vant la raison
Qui chant' la carmagnole
Et danse au son (bis)
Du canon.
Lorsque Robespierre monte sur l'échafaud une intense réaction se manifeste contre la politique jacobine et aussitôt on entend les couplets de La Carmagnole de Fouquier-Tinville :
Fouquier-Tinville avait promis (bis)
De guillotiner tout Paris (bis)
Mais il en a menti
Car il est raccourci.
Vive la guillotine !
Pour ces bourreaux
Vils fléaux !
Sans acte d'accusation (bis)
Avec précipitation (bis)
Il fit verser le sang
De plus d'un innocent.
Refrain
Mais, Bonaparte devenu Premier Consul, la Carmagnole fut interdite, en même temps que le Ça ira (1799). Pourtant le peuple n'en oublia ni la musique ni les pas. Ce sont les adaptations continuelles de son texte aux évènements politiques et sociaux de l'histoire qui lui donnent son véritable caractère d'œuvre populaire capable de refléter les émotions et les espérances collectives : dans les temps de colère populaire ou de crise, il y eut toujours un sans-culotte pour y ajouter un couplet et toujours des mains qui s'unirent en ronde pour qu'elle soit dansée.
Une Carmagnole frondeuse contre la Sainte-Alliance apparait en 1814 lors de l'entrée des troupes austro-russes à Paris (mais on en chanta aussi une anti-napoléonienne vers 1813). On en connaît aussi des versions qui datent des mouvements révolutionnaires de 1830, de 1848, des luttes démocratiques (de 1863 à 1869) sous le Second Empire. C'est l'époque où, férocement interdites, elles circulent sous le manteau. Les paroles sont plutôt virulentes et celui qui est trouvé avec ces couplets vengeurs peut encourir de lourdes peines ; généralement il est envoyé à la prison de Sainte-Pélagie. Voici les couplets qui expriment la jubilation populaire de 1869 lorsque les élections législatives firent entrer à la Chambre, pour la première fois depuis le Plébiscite, une trentaine de députés républicains d'opposition :
Que demande un républicain (bis)
La liberté du genre humain (bis)
Le pic dans les cachots
La torch’ dans les châteaux
Et la paix aux chaumières
Vive le son, vive le son
Et la paix aux chaumières
Vive le son du canon.
Que désire un républicain (bis)
Vivre et mourir sans calotin (bis)
Le Christ à la voirie
La Vierge à l’écurie
Et le Saint-Père au diable
Vive le son, vive le son
Et le Saint-Père au diable
Vive le son du canon.
On connaît une Carmagnole de la Commune de Paris. Après 1870, elles refleurissent, plus libres : ainsi la Carmagnole des syndicats (1871) ou celle des mineurs, écrite en 1880 par François Lefebvre, qui connaît aussitôt un énorme succès. Le pouvoir d’évocation de ces diverses carmagnoles est alors tel que le mot devient pour un temps un mot d’usage : une « carmagnole », c’est un discours, un écrit porteur d’idées révolutionnaires. La presse radicale utilise souvent le mot pour intituler des articles, des journaux, des rubriques.
La tradition populaire nous vaudra à partir de la fin du XIXe siècle une nouvelle série de carmagnoles ; celle des mouvements sociaux de 1895, celle des soulèvements dans l'armée française en 1917, de l'appui à la Révolution russe, de Mai 68, du Front populaire et jusqu'aux protestations du troisième millénaire sur la Place de la Bastille. Quelles que furent les paroles, on la dansa sur les barricades de 1830 et de 1848, lors des grèves de la fin du siècle, on la dansait en 1936 aux jours du Front populaire et en 2008 on la danse encore dans les cortèges des manifestations.

### En Italie
Si tant est qu'elle soit arrivée du Piémont, l'Italie la retrouva en 1793 dans les pas des soldats français au rythme de leurs tambours et de leurs fifres ; mais les paroles que chantèrent les habitants de la péninsule eurent souvent un caractère anti-jacobin et, par la suite, anti-bonapartiste. Le succès de la Carmagnole sera pourtant durable : à Gênes en 1795 le jeune Niccolò Paganini en compose, à treize ans, une version intitulée Variations sur le violon. À Naples, les sujets de la brève République parthénopéenne l'adoptent en 1799 (utilisant leurs instruments traditionnels, le tamburello, les tricaballacche, scetavaiasse et putipù) mais presque aussitôt — et avant même que le roi Ferdinand revienne au pouvoir — on en change le texte qui devient un hymne de fidélité aux Bourbons et, avec le retour des français sert de chant de protestation contre « les rois français » (Joseph Bonaparte puis Joachim Murat). 
Presque un siècle après, lors des émeutes populaires de Milan de 1898, férocement réprimées par le général Fiorenzo Bava Beccaris (Fossano, 1831 – Rome, 1924), on chanta et dansa en Lombardie une Carmagnola socialiste révolutionnaire…

### Autres carmagnoles
Le nom de Carmagnole fut donné dès 1793 à certaines proclamations révolutionnaires (comme celle de Bertrand Barère à l'armée de la République sous les murs de Toulon). Cela devint un genre littéraire propre à la révolution française, reconnu dans les discours rhétoriques et enflammés, surtout dans ceux de Barère (1755-1841). Au moment le plus intense de la fabrication des mythes républicains, ce genre se décline en deux variétés : la Carmagnole épique à buts propagandistes (les batailles de la Républiques sont toujours des victoires même quand elles sont perdues) et la Carmagnole meurtrière (appels à l'extermination totale de l'ennemi, projets de destruction des villes insuffisamment révolutionnaires, etc.).
On a vu que le terme revint en usage, après 1870, pour désigner les proclamations et les manifestes politiques du socialisme révolutionnaire, de l'anarchisme et du syndicalisme. On intitula aussi de ce nom plusieurs organes de la presse révolutionnaire comme le journal La Carmagnole, organe des enfants de Paris créé en février 1848, qui se recommandait de cette devise : « Ah ! ça ira, ça ira, ça ira, les aristocrates au ridicule ! »

## LaCarmagnoledans les arts
Un très grand nombre d'œuvres littéraires (Quatrevingt-treize de Victor Hugo, Les dieux ont soif d'Anatole France), théâtrales et lyriques (Andrea Chénier de Umberto Giordano, Dialogues des carmélites de Francis Poulenc) ont utilisé dramatiquement les sans-culottes et leur Carmagnole. Elle se développe parfois dans une veine anti-révolutionnaire, comme dans cette Carmagnole, ou Les français sont des farceurs, vaudeville en un acte de Théaulon, Jaime et Pittaud de Forges créé au théâtre des Variétés le 31 décembre 1836 et qui s'inspire d'un épisode des guerres d'Italie.
En littérature étrangère, on peut citer Le Conte de deux cités (A Tale of Two Cities, 1859) de Charles Dickens, Le Mouron rouge (The Scarlet Pimpernel, 1903) d'Emma Orczy, Le 42e parallèle de John Dos Passos et La Dernière à l'échafaud (Die letzte am Schafott), roman de Gertrud von Le Fort publié en 1931 et dont Georges Bernanos s'inspira pour écrire ses Dialogues des carmélites (1949).